# Apanhadores de Algas
Apanhadores de Algas (1975) é um filme português de curta-metragem realizado por Ricardo Costa. Estreia na RTP em Fevereiro de 1975 (série Mar Limiar).

## Sinopse
Quatro mergulhadores profissionais de Sesimbra dedicam-se à recolha de algas destinadas à produção de agar-agar usando equipamento de mergulho semi-autónomo. O seu trabalho é duro. Confrontam-se com problemas de exploração devidos ao comércio do produto.

## Ficha técnica
- Argumento: Ricardo Costa
- Realização: Ricardo Costa
- Produção: Ricardo Costa / RTP (série Mar Limiar)
- Colaboração: Josué Falâncio
- Fotografia: Ricardo Costa
- Som: Jorge Melo Cardoso
- Montagem: Maria Beatriz
- Formato: 16 mm p/b
- Género: documentário
- Duração: 25’